# Sasha Son
Dmitrijus Šavrovas (Russisch: Dmitri Sjavrov (Дмитрий Шавров), Vilnius, 28 september 1983), bekend onder de namen Sasha Son en Sasha Song, is een Litouwse zanger. 

## Biografie
Son werd op 12-jarige leeftijd al bekend in Litouwen met het nummer Mama. Voor dit nummer ontving hij de Bravo-muziekprijs voor lied van het jaar. Hij is hiermee de jongste musicus die deze prijs in ontvangst mocht nemen. Op 15-jarige leeftijd verhuisde hij naar het Verenigd Koninkrijk waar hij middelbaar onderwijs en muziekonderwijs volgde.
Op 14 februari 2009 won zijn nummer Pasiklydęs žmogus de Litouwse voorronden met het maximale aantal punten. Hij vertaalde zijn nummer naar een Engels-Russische versie onder de noemer Love. Op 14 mei 2009 bracht hij tijdens de tweede halve finale zijn nummer ten gehore. Het nummer kreeg voldoende stemmen om door te gaan naar de finale op 16 mei 2009. Son eindigde tijdens de finale op de 23e plaats met 23 punten.
Een jaar later probeerde hij weer Litouwen te vertegenwoordigen op het Eurovisiesongfestival. Ditmaal samen met Nora als duet met het nummer Say yes to life. Het nummer eindigde uiteindelijk als vijfde tijdens de nationale finale van 4 maart 2010. In 2011 probeerde hij het weer, met deze keer twee nummers. The slogan of our nation eindigde als zevende en Best friends, dat een duet met Donny Montell was, als tiende. In 2014 deed hij weer een gooi, onder de naam Sasha Song werd hij uitgeschakeld tijdens de eerste show. In 2017 waagde Song weer een poging met het nummer Never felt like this before, hij kwam niet verder dan de halve finale van de Litouwse selectie. 